# Pertoltice (Boemia centrale)
Pertoltice è un comune della Repubblica Ceca facente parte del distretto di Kutná Hora, in Boemia Centrale.